# Nicole Bradtke
Nicole Bradtke (nacida Nicole Provis) es una jugadora de tenis profesional retirada, nacida el 22 de septiembre de 1969 en Melbourne, Australia. Ganó tres torneos individuales y 9 de dobles del WTA Tour en su carrera. Además, Bradtke alcanzó las semifinales de Roland Garros en 1988 y ganó la medalla de bronce en los dobles femeninos de los Juegos Olímpicos de Barcelona 1992 jugando con Rachel McQuillan.